# Balzan
Balzan (officiële naam Ħal Balzan; ook wel Casal Balzan genoemd) is een kleine plaats en gemeente in centraal Malta. Het is een van de zogenaamde Drie Dorpen samen met Attard en Lija.
Het dorp bestond aanvankelijk uit een groepje kleine boerderijtjes en huisjes, maar kende een gestage groei. In de 17de eeuw werd het een zelfstandig parochie. Tegenwoordig wonen er zo'n 3.400 personen in Balzan (november 2005). De oudere inwoners wonen in het centrum, terwijl de jongeren meer richting de buitenste regionen van het dorp wonen. In deze buurten worden de afgelopen jaren veel grootschalige appartementencomplexen gebouwd, waardoor het inwoneraantal in rap tempo toeneemt.
De jaarlijkse festa ter ere van de Maria-Boodschap wordt gevierd in de tweede week van juli. Het houten beeld dat tijdens de processie wordt rondgedragen, toont Maria en de aartsengel Gabriël. Een tweede dorpsfeest wordt gevierd op 14 februari ter ere van Sint Valentijn.